# آن لي (دبلوماسي)
آن لي (بالفيتنامية: Lê Thành Ân)‏ (بالإنجليزية: An Le)‏ هو دبلوماسي فيتنامي وأمريكي، ولد في 1954 في Gò Công ‏ في فيتنام.